# RIM-2 Terrier
Il RIM-2 Terrier fu il primo dei missili ‘T' ad entrare in servizio. Era un'arma a medio raggio con struttura aerodinamica molto avanzata grazie ad alette che lo percorrevano per gran parte della lunghezza e superfici di controllo in coda. Era dotato di razzo di accelerazione, con gittata iniziale di appena 18 km, ma le ultime versioni raggiungevano i 74. Sostituito dagli SM-1ER.

## Genesi: I primi SAM
Durante l'ultimo anno di guerra, gli Alleati acquisirono un vantaggio schiacciante sull'Asse. Ma nonostante tale potere, vi erano anche dei problemi. I tedeschi iniziarono a schierare missili e jet da combattimento, e di questo ne fecero soprattutto le spese gli inglesi.
Ma agli americani non avevano impressionato tanto queste innovazioni, quanto la tecnica suicida Kamikaze che trasformava in missili guidati anche vecchi aeroplani da combattimento. Le armi da 127 mm erano spesso troppo lente per fermare totalmente questi attacchi, mentre anche i cannoni da 20 e persino da 40 mm non sempre erano sufficienti per fermare gli aerei giapponesi, che solo nel caso della disintegrazione strutturale potevano essere neutralizzati: i piloti suicidi non avevano preoccupazione di dover rientrare alla base, e andavano all'attacco anche di fronte al muro di traccianti delle navi americane.
Le normali mitragliere contraeree spesso non bastavano a disintegrare un aeroplano, sebbene quelle da 40 mm fossero ragionevolmente efficaci. Un nuovo cannone automatico, con spoletta di prossimità e radar di tiro era in procinto di entrare in servizio, ma restava comunque il dubbio che l'era dei cannoni antiaerei fosse nella fase del tramonto, viste le prestazioni di missili e jet previsti nel futuro.
Ma come fare per andare di pari passo con l'evolversi della minaccia? La domanda sul miglior modo di difendersi dagli attacchi aerei non era di facile risposta. La nave era e rimane un bersaglio facile e visibile anche da grande distanza. Per la difesa vi era solo l'aumento del numero di mitragliere e cannoni, stipati per ogni dove, nonché la manovra evasiva (tipicamente, mettere la prua sul bersaglio).
La soluzione migliore sarebbe stata quella di avere armi guidabili fin sul bersaglio. La prima delle varie generazioni di ordigni che vennero realizzati con questo criterio era data dal grosso missile Lark (armonica a bocca), subsonico ma con ben 45 km di raggio, e il Little Joe, molto più economico e semplice (era in pratica un grosso razzo ausiliario di decollo provvisto di una testata di 45 kg e un primordiale sistema di radiocomando), 4 km e 650 km/h. Questi missili, sviluppati rapidamente per l'emergenza Kamikaze, non arrivarono in tempo per la guerra, ma vennero costruiti e usati in piccola quantità, riuscendo ad abbattere aerei Grumman F6F Hellcat e Grumman F4F Wildcat radiocomandati. Si trattava di apparecchi di discrete prestazioni, ma molto inferiori ai nuovi jet, per cui il futuro della difesa aerea era ancora da tracciare.

## Gli inizi: il programma Bumblebee
La domanda a cui il professor Merle Tuve, della Johns Hopkins University, dovette rispondere era: 'quale è il modo migliore per difendere una grande nave da un attacco aereo'? Il professor Tuve era un accademico scelto dalla Marina americana come capo di un gruppo preposto allo studio di una nuova generazione di sistemi di difesa aerea.
L'US Navy aveva troppe difficoltà a sviluppare, con i soldi e i tecnici 'di casa', sistemi più avanzati del Lark e del Little Joe. La scelta, a quel punto, era quella di rivolgersi all'industria oppure alla ricerca avanzata del mondo accademico. Venne prescelta quest'ultima via, forse perché si riteneva più economico rivolgersi ad enti come il laboratorio di fisica applicata della J.O. University, di cui Tuve era direttore.
Ma la domanda, nonostante la semplicità espositiva, era in verità estremamente vasta e impegnativa, e la difficoltà di trovare una risposta pratica cominciò a diventare evidente quando iniziarono le prove pratiche, che in parte vennero fatte nel laboratorio di fisica universitario, ma la maggior parte dovette essere assegnata all'industria privata, una volta individuate le linee di sviluppo generali.
Il programma di ricerca e sviluppo delle nuove tecnologie necessarie per trovare la soluzione iniziò rapidamente, pare già nel 1944, e chiamato 'bumblebee', è risultato il più grande e costoso fino ad allora svolto sugli armamenti della Marina americana, rimasto anche in seguito tra i più impegnativi della storia della tecnica. Sebbene dimenticato nel corso degli anni, esso ha dato origine alle grandi famiglie di missili contraerei navali i cui discendenti, a 60 anni di distanza, sono ancora installati in navi di nuova costruzione. Essi hanno conservato solo la struttura di base, ma questa, evidentemente, si è dimostrata assai efficiente per le alte velocità. Tra un Terrier D e un missile Standard SM-2ER è difficile distinguere la differenza.
Nel corso degli anni quaranta si sviluppò una massa di sperimentazioni che comportò esborsi considerevoli, ma un problema aggiuntivo fu l'avversione dell'aeronautica americana, all'epoca in feroce competizione con la Marina sia per i fondi disponibili, bruscamente crollati nel dopoguerra, sia per un motivo di strategia (bombardieri strategici o portaerei?) e di prestigio.
Quando l'US Navy aprì un poligono a Point Mogu, rimasto uno dei centri sperimentali più importanti, la richiesta di 50 milioni di dollari venne ferocemente avversata dall'USAAF. Il gruppo del professor Tuve, nel frattempo, passò da 11 persone, lo staff iniziale, a oltre un migliaio, più gli addetti impiegati dall'industria. Sotto ogni aspetto, gli studi sulla materia della difesa aerea navale oltrepassarono le conoscenze tecniche dell'epoca.
Anzitutto venne sviluppato il missile, che nel caso del Lark era ancora assai primordiale. Soprattutto si stabilì che bisognava disporre di armi supersoniche, con delle sollecitazioni strutturali e una potenza propulsiva esuberante. Ma vennero studiati anche i sistemi di movimentazione meccanica, elevatori, rampe di lancio, e così via. I radar vennero a loro volta sviluppati, ma essi erano già più maturi dei missili che avrebbero dovuto guidare, con una portata di decine o anche centinaia di chilometri.
Il programma vide una serie di missili sviluppati, la serie T, che cominciò con il Talos a statoreattore. Subito dopo venne la volta del Terrier, un'arma che era totalmente a razzo, sia con un impulsore che un motore di sostentamento a propellente solido. Esso venne sviluppato sulla scorta delle tecnologie del missile Talos, ma entrò in servizio un anno prima per la maggiore semplicità e soprattutto per le pressioni del dipartimento della Difesa statunitense.
Il prototipo venne designato SA-N-7 Terrier, montato per la prima volta nel novembre 1949 e lanciato il successivo 16 febbraio dal poligono di China Lake.
Il nuovo missile venne sviluppato in fretta e l'arma di serie venne approntata nel 1953 con il nome di BW-1, sperimentato nel 1954 dalla corazzata Mississippi e infine operativo nel 1956, primo missile antiaereo navale al mondo, inizialmente sugli incrociatori Canberra e Boston. Da notare che la Guerra di Corea era appena finita, ed essa fu realmente l'ultima delle guerre convenzionali, prima dell'avvento dell'era missilistica.
L'industrializzazione venne affidata alla Convair, poi confluita nella General Dynamics, che divenne poi la ditta produttrice per i decenni a venire.

## Tecnica
Il missile descritto in questa sezione è quello risultato della prima versione di serie, il RIM-2C.
Esso era dotato di una struttura in acciaio tubolare, con una punta sensibilmente appuntita, ma non in maniera eccessivamente marcata, come accadeva in armamenti terrestri (il MIN-14 Nike Hercules, l'altro programma missilistico SAM di grande successo di quegli anni).
Il sistema di ricerca era radar, con guida su fascio direttore. La nave lanciava il missile e lo guidava nella rotta verso il bersaglio facendolo restare al centro del fascio di onde strettamente direzionali di un apposito radar. Ovvero, il missile non "vedeva" direttamente il bersaglio illuminato dal fascio di onde radar, ma si metteva nella giusta rotta "sentendo" il fascio di onde elettromagnetiche con le sue antenne e manovrando per restare al centro dello stesso.
In tal caso, era la nave che decideva dove il missile dovesse dirigersi, e questo richiedeva un sistema di guida più semplice e meno "intelligente" per la componente missilistica vera e propria. Peraltro era anche un sistema più rudimentale e per molti versi, inferiore alla guida semiattiva, che pure in alcuni sistemi era contemplata. Addirittura vi fu un modello di Lark, che pure non era molto più grande, che aveva un radar autonomo nel muso.

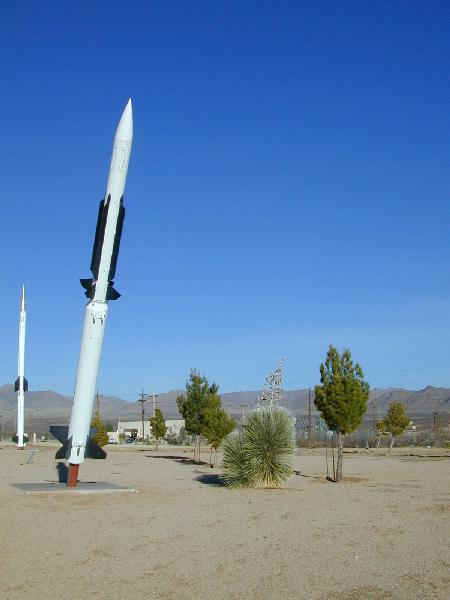
un Terrier con la configurazione aerodinamica definitiva, del modello BT-3

Il Terrier aveva una struttura con alette cruciformi, con struttura allungata su circa metà del corpo, molto compatte perché di ridotta apertura, mentre era in proporzione molto rilevante la superficie portante. Esse erano così caratterizzate da una ridotta resistenza aerodinamica, specie rispetto alla superficie, e quindi erano ideali per il volo efficiente in regimi altamente supersonici. Esse servivano anche per stabilizzare il missile, mentre le alette di coda, altre 4 cruciformi molto più tozze e corte, a freccia composita sul bordo d'entrata e semplice su quello d'uscita (ovvero, erano grossomodo triangolari), servivano per le manovre in direzione e profondità.
Per la propulsione vi era un booster di accelerazione, con diametro maggiore del corpo missile e 4 grandi alette stabilizzatrici, e un razzo, anch'esso a propellente solido, di sostentazione nella parte posteriore del missile Terrier.
La testata aveva un peso di circa 100 kg, era a frammentazione e sistemata più o meno a metà dell'arma.

### Il Lanciatore Mark 10
Le rampe di lancio erano un motivo di interesse non minore. Con il tempo il tipo più impiegato divenne l'Mk 10, stabilizzata contro i movimenti del mare, che in uno dei suoi vari modelli pesava ben 182 tonnellate. Con i suoi bracci meccanici ospitava una coppia di missili, prelevati con appositi elevatori, dal deposito sottostante, che poteva avere fino a 60 ordigni stipati verticalmente. La cadenza di fuoco, tutt'altro che entusiasmante, era di un missile per rotaia ogni 30 secondi, ovvero 4 missili al minuto. Un paio di radar per la guida dei missili erano sistemati sulle sovrastrutture e ciascuno poteva ingaggiare un bersaglio, per cui non vi era la necessità di avere una cadenza di tiro molto alta, perché i sistemi di fuoco non potevano in nessun caso ingaggiare un gran numero di aerei (o missili) in breve tempo, essendo limitati a un massimo di 2 per volta.
Naturalmente, tutto questo era vero quando i sistemi funzionavano bene, ma la complessità dei sistemi era molto difficile da tenere sotto controllo.

## Versioni

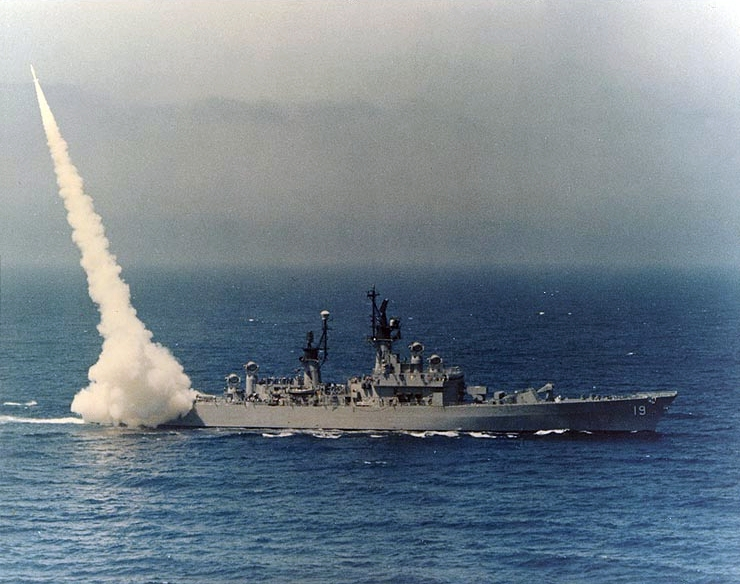
L'USS Dale,incrociatore classe Leahy, impegnato nel lancio di un Terrier dalla rampa poppiera. L'impressionante colonna di fumo bianco è dovuta alla veloce combustione del booster, ancora non sganciatosi dal missile. Il lancio di queste armi non passava certo inosservato ai piloti nemici

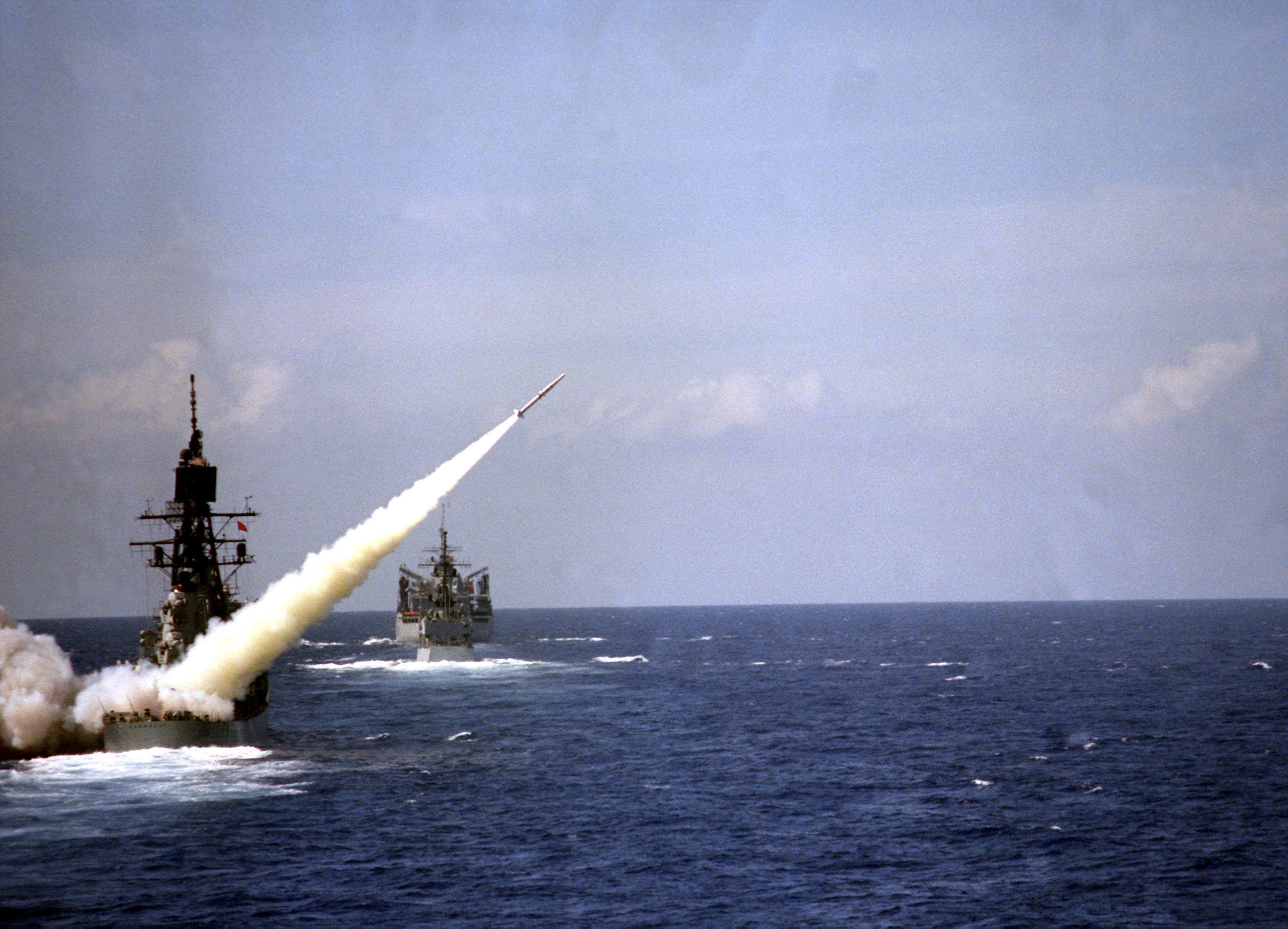
Il cacciatorpediniere Ferragut, classe Coontz, lancia un Terrier in una esercitazione degli anni '60. Il bersaglio si trova anche in questo caso, ad alta quota

Il missile SAM-7-N BW-0, poi conosciuto come RIM-2A, versione originale, guida su fascio, era il Terrier originale. Esso era un'arma antiaerea abbinata alla guida dei radar di bordo designati con la sigla SPG, nelle loro varie versioni.
BW significa Beam riding, Wing controlled. La prima delle caratteristiche è quella del sistema di guida, la seconda significa che il missile era controllato dalle principali superfici aerodinamiche, quelle anteriori. La configurazione era infatti totalmente diversa da quella del RIM-2C e successivi, perché, come detto, partiva dalle tecnologie del Talos, sia pure con un motore del tutto diverso.
Le sue prestazioni erano migliorate rispetto al Lark, ma non in tutti gli ambiti. Infatti la gittata era inferiore perché il primitivo ma subsonico Lark era capace teoricamente di ben 55 km, mentre il BW-0 Terrier aveva un motore a razzo che permetteva mach 1,8, ma la gittata era praticamente limitata a circa 18 km soltanto. Le quote d'ingaggio erano poi variabili tra un massimo di 12200 m (40.000 piedi), ad un minimo di ben 1525 (5000 piedi). Il BW-0 era quindi capace, nonostante la massa di oltre 1 tonnellata, di prestazioni inferiori a quelle del Sea Sparrow del decennio successivo, e non garantiva assolutamente nulla se l'attaccante avesse portato l'azione a quote medio-basse.
Il successivo tipo era il BT-2, poi RIM-2B. Esso era solo una modesta revisione del precedente. Il peso dell'arma era di 480 kg, quello del booster di 584 kg. Sia il BW-0 che il BW-1 erano capaci di ingaggiare solo bersagli subsonici.
Il BT-3, poi RIM-2C era la prima versione realmente operativa, ed essa entrò in servizio nel 1956. Aveva un motore a razzo più potente, che portava la velocità a mach 3, ma anche la configurazione aerodinamica venne rimaneggiata. La struttura era adesso con alette fisse allungate, mentre la designazione originale BT-3, significava che era la terza versione del missile, sempre su guida su fascio radar (beam-riding) ma stavolta le superfici di controllo erano solo quelle in coda.
La gittata era aumentata, per queste ragioni (potenza e aerodinamica) di 27 km. Il missile entrò in servizio pienamente operativo, su alcune navi del periodo bellico ammodernate, nel 1956.
BT-3 A, poi RIM-2D, arrivò poco tempo dopo. Si trattava di un missile simile, con capacità anche contro bersagli di superficie fino a forse una ventina di km di distanza, purché fossero chiaramente agganciabili con il radar. La gittata aumentò da 15 a 20 miglia nautiche (37 km), per cui quest'arma divenne un sistema decisamente temibile, almeno sulla carta. Esso entrò in linea nel 1958.
BT-3(N), (poi RIM-2(N)), versione nucleare della precedente, una delle prime armi missilistiche tattiche con tale possibilità. Essa aveva una carica W45 a fissione da appena 1Kt. (1000 tonnellate di tritolo). Incredibilmente, questo missile ha continuato a prestare servizio nei decenni successivi.
Nel frattempo entrata in fase di sperimentazione, dal 1957, una nuova versione del Terrier, chiamata HT-3, caratterizzata dalla guida semiattiva sviluppata subito per il Tartar. Questo modello, chiamato H per l'appunto per il tipo di guida radar-semiattiva (H sta per Homing, ovvero la capacità di autoguidarsi sul bersaglio tipica delle armi semiattive).
Quando questa entrò in linea, non è ben chiaro. Alcune fonti la danno già nel 1957, ma allora il BT-3 e successivi non avrebbero avuto senso. Quello che è certo è che questo nuovo missile, chiamato RIM-2E, aveva una portata di 37 km, ma l'ultimo modello, la versione RIM-2F, era caratterizzata da una gittata di 75 km circa (40 miglia nautiche).
Essa aveva un motore di sostentamento più potente, e non meno importante, una batteria di maggiore durata. Spesso, infatti, nei missili superficie-aria e aria-aria sono le batterie che decidono la gittata effettiva, perché i motori a razzo hanno una durata limitata e non possono potenziare le batterie di bordo, mentre il controllo dell'arma e l'azionamento dei sensori richiedono quantità elevate di energia.
La versione era chiamata HTR-3, R stava per retrofit, perché molti missili erano derivati da versioni precedenti aggiornate. La gittata era 4 volte quella dei primi modelli, mentre il peso era di 525 kg.+825 del booster, sempre a camera di combustione singola e senza alette. Peraltro, la lunghezza diminuiva di 25 cm, ovvero 8 metri in tutto. La lunghezza del missile vero e proprio era di 4,115 m, il diametro di 343 mm, quello del booster invece, di 457 mm.
La quota di ingaggio variava tra 152 e 24385 m, consentendo migliori capacità di ingaggio contro ogni tipo di bersaglio, anche se non a volo radente. La produzione cessò nel 1966, dopo circa 8000 Terrier realizzati in un decennio circa (esclusa la fase di ricerca e sviluppo, iniziata nel 1949).
Riassunto delle versioni e delle complesse denominazioni adottate. Notare che la designazione SAM-N-7 rimase in teoria davanti alle sigle che sono qui sotto menzionate, ma in pratica essa non è stata a lungo riportata e il missile è rimasto noto solo come RIM-2 Terrier. La definizione RIM-2 venne introdotta nel 1963:
- BW-0/RIM-2 A: versione di base del missile, guida su fascio, mach 1,8, 1500–12000 m tangenza, 19 km gittata.
- BW-1/RIM-2B: modello migliorato del precedente
- BT-3/RIM-2C: notevole miglioramento, ali fisse allungate e piani di coda mobili, guida su fascio radar, motore di sostentamento da mach 3, batterie potenziate, gittata 27 km. Entrato in servizio nel 1956
- BT-3 A/RIM-2D: simile al precedente, con capacità antinave e gittata ulteriormente incrementata a 37 km (tangenza probabilmente salita a oltre 20 km). Dal 1958 in servizio sulle navi americane.
- BT-3 (N)/RIM-2D: versione nucleare a bassa potenza, gittata e guida analoga al precedente. Prodotto in parallelo
- HT-3/RIM-2E: il principale cambiamento di questo modello, sperimentato dal 1957, era la guida semiattiva radar, che permetteva migliori prestazioni a bassa quota.
- HTR-3/RIM-2F: motore di sostentamento e batterie di durata aumentata permettevano di raddoppiare la gittata massima a 74 km. Realizzato per retrofit o forse anche per nuova produzione, fino al 1966.

## Operatività
Il Terrier, concepito come missile da difesa aerea di navi di medio-grande dislocamento, era nato con le tecnologie del Talos, ma poi si evolse autonomamente, diventando un'arma con una struttura aerodinamica ideale per un missile relativamente piccolo per massimizzare la gittata e la velocità riducendo la resistenza grazie ad alette di ridotta apertura ma di elevatissima corda.
Questo tipo di configurazione è rimasto un modello per la produzione successiva di missili americani, sia superficie aria che aria-aria a lungo raggio come l'AIM-54 Phoenix. Persino l'ultima generazione di missili Sea Sparrow, l'ESSM, ha una configurazione Terrier. Va detto che se l'efficienza aerodinamica è elevata, la maneggevolezza di questi missili è, a causa della limitatezza delle superfici di controllo, probabilmente inferiore ad altre configurazioni. Anche i missili francesi Super R.530 hanno comunque adottato questo tipo di architettura, come anche i più recenti MICA come persino gli Aster, i SAM franco-italiani di ultima generazione.
I missili Terrier iniziarono la loro carriera con navi ancora di vecchio tipo ammodernate (addirittura, il primo lancio avvenne da una corazzata di vecchio modello), ma ben presto ci si accorse che l'arma non era pienamente integrabile con i vecchi scafi, e fu necessario progettare nuove navi. Inizialmente vennero costruite come fregate missilistiche, ma per il dislocamento tra le 6.000 e le 10.000 tonnellate esse vennero poi più giustamente ribattezzate come incrociatori missilistici. Tra le navi che ebbero il Terrier, vi fu l'incrociatore Long Beach nucleare, con ben 2 rampe e un dislocamento paragonabile a quello dei più grandi incrociatori convenzionali del periodo bellico.
Le costruzioni navali che ebbero il Terrier erano soprattutto le unità della Classe Leahy e quelle della Classe Belknap, 9 ciascuna, e la versione nucleare (1 esemplare) delle stesse. Anche alcuni grandi caccia ebbero questi missili, e anche la portaerei America, con 2 rampe a poppa, ne ebbe come unico armamento (con campo di tiro inesistente a prua), anche se dopo li sostituì con i Sea Sparrow.
In Italia vennero dotati con i Terrier, il Garibaldi dopo i lavori di trasformazione, i due incrociatori portaelicotteri classe Doria e il Vittorio Veneto, dotati ciascuno con una rampa. La rampa presente in genere era una del tipo Mk 10, ma anche tipi diversi come l'Mk 20 Aster, con 3 magazzini coassiali da 20 missili l'uno, che trovarono posto ad esempio sul Veneto e sui Belknap.
Ogni lanciamissili, con 40 o talvolta 60 missili, era abbinato a 2 radar di illuminazione come quelli del tipo SPG-55, che a loro volta contavano sui radar di scoperta come l'SPS-40/48 tridimensionale e un SPS-49 bidimensionale a lunga portata per la scoperta del bersaglio.
Quindi la sequenza d'ingaggio teorica era la seguente: scoperta con l'SPS-49 a lungo raggio, acquisizione precisa (quota) con l'SPS-40/48, identificazione con l'IFF, lancio con la guida dei radar SPG-55B o similari.
Se il Terrier doveva la sua nascita all'enorme missile Talos a statoreattore, di cui inizialmente fu una sorta di versione a razzo, poi diede a sua volta la base al successivo Tartar, che ebbe la stessa configurazione del Terrier BT-3, ma senza booster di accelerazione, cosa che riduceva la lunghezza a meno della metà e il peso a un terzo, grossomodo. In questo modo il missile diventava fattibile per le navi come i cacciatorpediniere e poi le grosse fregate. Da notare che i destini si accavallavano, perché il BT-3 doveva la sua guida semiattiva agli sviluppi del programma Tartar. Praticamente, il primo modello di Tartar (RIM-24A) e il Terrier RIM-2E erano uguali, solo che il secondo aveva il booster a camera singola di combustione per l'accelerazione iniziale che incrementava la gittata da 13 a 37 km.
L'efficienza operativa dei missili della serie T, era però, inizialmente, decisamente mediocre. Uno studio del 1962 su 6 navi armate con tali missili accertò che la prontezza operativa, richiesta del 90%, era in realtà di appena il 30%, ovvero in media di quelle 6 navi ve ne erano sì e no 2 pronte a far funzionare i loro apparati missilistici. Questo causava dei problemi con l'effettiva capacità bellica di questi vascelli, che erano armati quasi esclusivamente con missili.
Nondimeno, la serie di missili ‘T' era quanto di meglio all'epoca esisteva nella categoria, perché rendere operativo un missile antiaereo su una piattaforma navale era enormemente più complesso (dal moto ondoso alla salsedine) che di un sistema terrestre, anche se dovettero passare molti anni per diventare sistemi affidabili.
L'occasione di dimostrarlo arrivò nel 1968, quando su 7 ingaggi eseguiti, i missili Talos del Long Beach abbatterono, a quando venne rilevato dai radar di bordo, 2 MiG in volo sul Vietnam.
Per i Terrier si dovette aspettare il 1972, quando si concretizzarono alcuni attacchi aerei da parte di MiG-17 contro le navi americane che stazionavano davanti alla coste del Vietnam del Nord, impegnate in una campagna di bombardamenti aeronavali e posa di mine a seguito dell'invasione di Pasqua.
Nel primo caso, la notte del 19 aprile, lo Sterett respinse un attacco aereo di MiG, avvenuto nottetempo (gli aerei nordisti usarono apparentemente i loro radar di intercettazione settati per la ricerca aria-superficie), lanciando 2 coppie di missili contro 2 aerei a 27 e a 9 km, dichiarandone l'abbattimento. Un'altra coppia di missili venne lanciata contro un presunto missile Styx, ma in questo che fu il primo ingaggio di un missile antinave, come anche nel caso degli stessi aerei, i dubbi restano molto forti. Infatti, la ricostruzione degli eventi non è ben chiara già nel caso di almeno uno dei velivoli, ma il missile antinave sarebbe stato in volo a quote talmente basse (non oltre 250 m nel caso del setting di quota più ‘generoso’) che in pratica i Terrier non avrebbero potuto ingaggiarlo prima che scendesse sotto i 5–6 km di gittata minima di ingaggio.
Un altro caso ebbe luogo il 19 luglio, quando il Biddle, sempre classe Belcknap, ingaggiò 5 MiG, sempre di notte. Di 2 di essi, da ben 32 km di distanza, ne dichiarò l'abbattimento, malgrado che volassero a bassa quota (non radente, comunque). La nave usò, come anche la sorella Sterett, missili del tipo RIM-2F.
In seguito, i missili Terrier cominciarono a sparire dall'inventario. Già dal 1968 una nuova generazione di missili antiaerei navali venne introdotta in servizio, dopo che lo sviluppo iniziò nei primi anni sessanta. Si trattava degli Standard SM-1MR (medio raggio) ed ER (Extended range, con booster di accelerazione).
Essi avevano elettronica allo stato solido e incorporavano molti altri miglioramenti di dettaglio, anche se esternamente erano indistinguibili. Questi missili, continuamente aggiornati, rimpiazzarono via via i Terrier, fino a che 10 anni dopo cominciarono ad essere sostituiti dalla generazione successiva SM-2 con ulteriori migliorie.
Ma il missile Terrier rimase l'unico di questo tipo di armi ad avere una carica nucleare, che invece, e nonostante la semplicità della progettazione, (la testata dei missili di questi tipi offre circa 100 kg di carico utile) la versione nucleare dello SM-1/2 è stata pianificata ma non realizzata. Così il Terrier nucleare, (forse con la guida su fascio rimpiazzata da quella semiattiva), pur risalendo al 1958, rimase in carico alle navi statunitensi fino alla fine degli anni ottanta, quando era superato da 2 generazioni almeno di missili SAM.
Esso aveva un'utilità opinabile, perché per "spaventare" gli aerei dissuadendoli a volare in formazioni ravvicinate, avrebbe in caso di impiego effettivo, comportato almeno 2 problemi: uno politico, ovvero l'uso di un'arma nucleare, anche se di piccola potenza e per scopi difensivi, e uno tecnico, perché gli impulsi elettromagnetici nucleari non sono precisamente salutari per i radar da scoperta aerea. Inoltre il Terrier nucleare venne realizzato con la versione "D", molto meno prestante dell'"F" (75 km di portata).
In ogni caso, il Terrier, esportato solo in Italia e nei Paesi Bassi, ha rappresentato un'arma di notevole importanza tecnica e operativa, che ha difeso l'US Navy da attacchi aerei per almeno 20 anni in un'era di intenso sviluppo tecnologico, preparando la strada sia al piccolo Tartar (dal quale ha ripreso alcune migliorie tecnologiche) sia ai successivi Standard SM.